# الحدة (إب)

تعديل مصدري - تعديل

الحدة محلة تابعة لقرية معرية، التابعة لعزلة بني محرم بمديرية إب إحدى مديريات محافظة إب في الجمهورية اليمنية، بلغ تعداد سكانها 233 حسب تعداد اليمن لعام 2004.